# Francisco Barroso Filho
Francisco Barroso Filho (* 8. Oktober 1928 in Ouro Preto, Minas Gerais) ist ein brasilianischer Geistlicher und römisch-katholischer Altbischof von Oliveira. 

## Leben
Francisco Barroso Filho empfing am 1. Dezember 1957 die Priesterweihe.
Papst Johannes Paul II. ernannte ihn am 21. Dezember 1983 zum Bischof von Oliveira. Der Erzbischof von Mariana, Oscar de Oliveira, spendete ihm am 19. März des nächsten Jahres die Bischofsweihe. Mitkonsekratoren waren Geraldo Majela Reis, Erzbischof von Diamantina, und José Lázaro Neves CM, emeritierter Bischof von Assis.
Am 20. Oktober 2004 nahm Papst Johannes Paul II. seinen altersbedingten Rücktritt an.